# Charles Samuel Bovy-Lysberg
Charles Samuel Bovy-Lysberg (Genève, 1 maart 1821 - aldaar, 15 februari 1873) was een Zwitsers pianist en componist.

## Biografie
Charles Samuel Bovy-Lysberg kreeg zijn vroege muziekopleiding in Genève en trok in 1835 naar Parijs, waar hij studeerde bij Frédéric Chopin en hij ook Franz Liszt ontmoette. Rond 1845 was hij in Parijs een bekende muziekleraar en pianist. Na de Februarirevolutie van 1848 verliet hij Parijs en vestigde hij zich in Dardagny, nabij Genève. Daar gaf hij vervolgens geregeld concerten en publiceerde hij nieuwe muziekstukken. Van 1848 tot 1849 en van 1870 tot 1873 gaf hij ook les aan het conservatorium van Genève. In totaal componeerde hij meer dan 150 werken, waarvan de meeste voor piano waren bestemd. Zijn bekendste werk is Les Suissesses, een wals voor piano. In Genève werd een straat naar hem vernoemd, de Rue Bovy-Lysberg.